# Персональная геномика
Персональная геномика является разделом геномики, связанным с секвенированием и анализом генома человека. Стадия генотипирования использует различные методы, включая однонуклеотидно полиморфные (МНП) анализирующие чипы (как правило, составляющие 0,02 % генома), а также частичное или полное секвенирование генома. После расшифровки генотипа его можно проанализировать при помощи опубликованной литературы для определения вероятности риска заболеваний.

## Использование персональной геномики в предиктивной и прецизионной медицине
Предиктивная медицина — это медицина, использующая информацию, предоставляемую персональной геномикой при выборе медицинских процедур, необходимых для конкретного человека. Прецизионная медицина основана же на «новой систематике человеческих болезней, базирующейся на молекулярной биологии».
Примеры использования предиктивной и точной медицины включают медицинскую генетику, онкогеномику и фармакогеномику. В фармакогеномике генетическая информация может быть использована для выбора наиболее подходящего лекарственного препарата, назначающегося пациенту. Препарат должен выбираться с максимальной возможностью получения желаемого результата и сведением к минимуму побочных эффектов у пациента. Генетическая информация может позволить врачам подстраивать процедуры под конкретного пациента, в целях повышения эффективности препарата и сведения к минимуму побочных эффектов. На октябрь 2012 г. существует 167 пар генов полезных для медицины, информация о которых является полезной в настоящее время, и это число стремительно растёт.
Риск заболеваний может быть рассчитан на основе генетических маркеров и полногеномного поиска ассоциаций для распространённых заболеваний, которые являются множественно наследуемыми и при оценке которых нужно учитывать взаимодействие генов с окружающей средой. Редкие заболевания, носящий индивидуальный характер (число пострадавших менее одного человека на 200,000), тем не менее, в совокупности являются довольно значимыми (затрагивают примерно 8-10 % населения США). Свыше 2500 этих болезней (включая наиболее распространенные из них) имеют большое значения для предиктивной генетики, для которых рекомендуется провести медицинские исследования для отдельных генов (и секвенирования генома в целом) и их количество в год возрастает на 200 новых заболеваний.

## Стоимость секвенирования генома человека

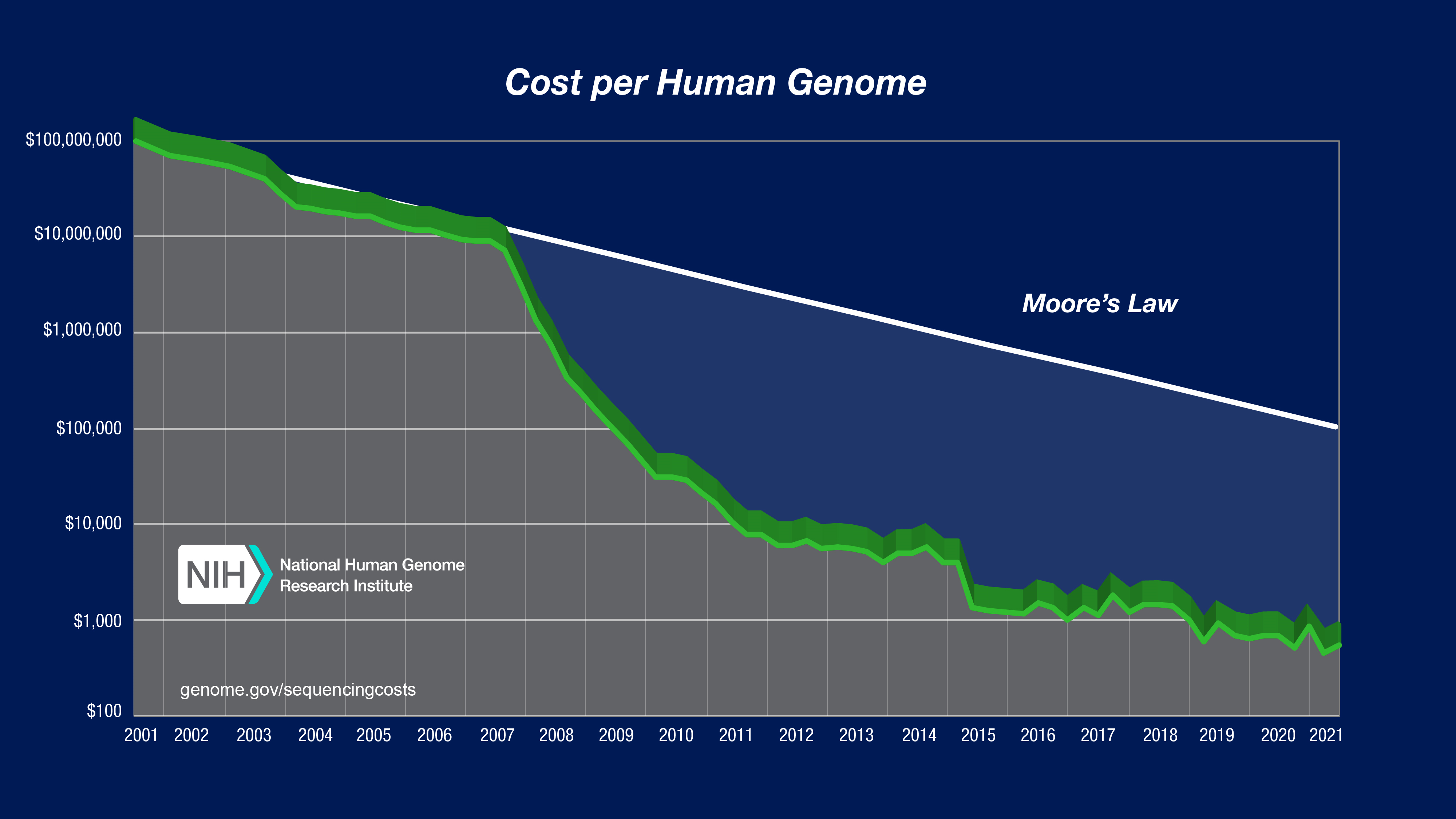
Обычная стоимость секвенирования человеческого генома по логарифмической шкале. Обратите внимание на резкий скачок графика стоимости вниз (более быстрый, чем по закону Мура), начавшийся в январе 2008 г., после появления новых методов секвенирования, отличных от метода Сенгера.

Стоимость секвенирования генома человека стремительно понижается, в связи с постоянным развитием новых, быстрых и дешёвых технологий секвенирования ДНК, таких как «новое поколение ДНК секвенирования».
Национальный Научно-Исследовательский Институт Генома Человека, являющийся частью Национального Института Здоровья США, поставил перед собой задачу быть готовым к секвенированию генома человеческого размера стоимостью 100.000$ к 2009 г. и 1.000$ к 2014 г.
В диплоидном геноме человека находится 6 миллиардов пар оснований. Статистический анализ показывает, что покрытие приблизительно в 10 раз требует получения покрытия обоих аллелей 90 % человеческого генома с чтением 25 основных пар при помощи беспорядочного секвенирования методом дробовика. Это значит, что в общей сложности должно быть секвенировано 60 миллиардов пар оснований. Секвенирующие машины компаний Applied Biosystems SOLid, Illumina или Helicos могут секвенировать от 2 до 10 миллиардов пар оснований, при этом стоимость секвенирования варьируется от 8.000$ до 18.000$. Также должны быть приняты во внимание затраты на закупку, служебный персонал и обработку данных. Стоимость секвенирования генома человека в 2008 г. составляла приблизительно в 300 000$.
В 2009 году Complete Genomics of Mountain View объявила об услуге полного секвенирования генома за 5000$ с июня 2009 г.
Услуга была доступна только для научных исследований, но не для частных клиентов.
Принимая во внимание этические вопросы пресимптоматического генетического тестирования несовершеннолетних, сначала, возможно, персональная геномика будет применяться на совершеннолетних, которые могут дать согласие на проведение подобного исследования.
В июне 2009 Illumina анонсировала запуск личного Full Genome Sequencing покрытием 30Х стоимостью 48.000$ за геном И лишь через год (в 2010 г.) они урезали стоимость на 60 % до 19.500 $. Ближайшие несколько лет будет ожидаться понижение цен за счет эффекта масштаба и возрастанием конкуренции.
Knome ставит цель секвенирования в целом, вместо чтения узлов по отдельности в целой эухроматической части человеческого генома (около трёх миллиардов узлов). Пока это значительно дороже, чем чиповое SNP генотипирование. Этот подход предоставляет значительно больше данных, отождествляя новейшие и уже известные варианты секвенирования, некоторые из которых могут иметь особое значение в попытках понять здоровье человека и его родословную.

## Сравнительная геномика
Сравнительный геномный анализ изучает различия и сходства между целыми геномами. Он может применяться к обоим геномам различных особей и видов, или к особям того же вида, что по стоимости ниже, нежели секвенирование с нуля.

## Проекты и уже доступные услуги
- Генографический проект — проект Национального Географического Общества и IBM, собирающих образцы ДНК для воспроизведения моделей исторических миграций человека. Он был принят в 2005 г. (с 500 000 участников по состоянию на декабрь 2012 г.), что помогло создать доступную для потребителя (DTC) тестовую генетическую промышленность.
- Персональный Геномный Проект (PGP) — долгосрочная большая компания, основанная в Гарвардской Медицинской Школе, поставившая перед собой цель секвенирования и публикации готовых геномов и медицинских документов 100,000 добровольцев, чтобы направить исследования на персональную геномику и персональную медицину.
- SNPedia — это вики, собирающая и распространяющая информацию о последствиях вариаций ДНК, и через соответствующую программу Promethease Архивная копия от 10 марта 2022 на Wayback Machine каждый, кто получил ДНК данные о себе (от любой компании) может получить свободный, независимый отчет, содержащий оценку рисков и связанную с ней информацию.
- deCODEme.com[21] берёт 1100$ для проведения генотипирования около 1 млн SNP, и предоставляет оценки риска для 47 болезней и анализ родословной.
- Existence Genetics[англ.][22] предоставляет услуги генетического тестирования через здравоохранительные органы и организации здорового образа жизни по стоимости, начиная от $ 299[23].Эта компания обеспечивает тестирование более 1200 распространенных и редких заболеваний и характерных для них свойств, включая заболевания сердца, рак, аутоиммунные заболевания, ожирение, нутригеномику, фармакогеномика, фитнес и спортивные показатели, предотвращающих внезапную сердечную смерть, и очень опасную гипертермию[24] . Existence Genetics обеспечивает центры генетического тестирования результатов в фитнесе и спорте для Equinox Fitness.[25]
- Navigenics[26] начали предлагать SNP на основе геномной оценки риска по состоянию на апрель 2008 года. Navigenics подчеркивает роль врачей в расшифровке генетических и медицинских результатов. Генотипы Affymetrix Genome-Wide Human SNP Array 6.0 состоят из 900, 000 SNP.[27]
- Pathway Genomics[28] проводят анализ свыше 100 генетических маркеров для выявления риск генетических заболеваний, таких как меланома, рак предстательной железы и ревматоидного артрита.
- 23andMe продают комплекты для SNP генотипирования по почте[29]. Информация хранится в профиле пользователя и используется для оценки риска 178 генетических заболеваний пациента и анализирования родословной. 23andMe использует массивы ДНК производства Illumina.
- Knome[30] предлагает услуги полногеномного секвенирования (98 % генома) за 4,998$ за целое геномное секвенирование и его расшифровку пациентам[31], или по стоимости 29,500$ за полное секвенирование генома и анализы исследований, в зависимости от требования.[10][32][33][34]
- meragenome.com Организация, работающая по направлению персональной Геномики и Совместных Исследований в Индии.[35]
- Mapmygenome.in — компания в области персональной геномики, специализирующаяся на геномах индийцев.[36]
- HelloGene и HelloGenome — сервисы персональной геномной информации, описывающие генотипы и полное генотипное секвенирование, пришедшие в действие Терагеном в Корее. HelloGenome является первым коммерческим центром полного секвенирования генома в Азии, в то время как HelloGene является первым в Корее. HelloGene использует SNP чипы Affymetrix, в то время как HelloGenome использует машины Solexa.
- Illumina, Oxford Nanopore Technologies, Sequenom, Pacific Biosciences, Complete Genomics, и 454 Life Sciences извлекают коммерческую прибыль из полного секвенирования генома, но не проводят генетический анализ или консультации.[37][38][39][40]
- Gene by Gene предлагает услуги полногеномного секвенирования от $6995 до $7595, и другие варианты.
- Life Technologies
- Genotek — поставщик услуг секвенирования на территории СНГ в научных и диагностических целях, оказание услуг по выявлению предрасположенностей к заболеваниям и определению статуса носителя рецессивных генетических заболеваний.

## Этические вопросы
Генетическая дискриминация — это дискриминация на основе информации, полученной из генома человека. Генетические антидискриминационные законы были приняты в некоторых штатах Америки и на федеральном уровне Антидискриминационным Актом Генетической Информации (GINA). Законодательство GINA предотвращает дискриминацию со стороны медицинского страхования и работодателей, но не касается страхования жизни или долгосрочной страховки.
Пациенты должны быть осведомлены о расшифровке их результатов, чтобы в дальнейшем, с опытом, они смогли рационально их интерпретировать. Это касается не только обычного человека, нуждающегося в расшифровке секвенирования их собственных геномов, но также и специалистов, включая медиков и научных журналистов, которые должны быть обеспечены необходимыми знаниями для информирования и обучения их пациентов и публики.

## Другие вопросы
Полное секвенирование генома может определить однонуклеотидные замены (полиморфизмы), а также делеции и инсерции, которые настолько редки, что о них не могут быть сделаны какие-либо выводы об их влиянии на здоровье, создавая некую неопределенность в анализе индивидуальных геномов, особенно в контексте клинической помощи. Чешский медицинский генетик Ева Мачакова пишет: "В некоторых случаях трудно отличить, является ли обнаруженный секвенированный вариант причиной мутации или нейтральной (полиморфной) вариацией без каких либо влияний на фенотип. "Расшифровка редких вариантов секвенированния неизвестного значения, обнаруженных в болезнетворных генах, становится всё более важной проблемой ".
Существуют серьёзные дискуссии насчёт того, как сделать значимыми результаты набора персональных геномов; понесёт ли за собой серьёзные последствия осведомленность о болезни и стоит ли это потенциального психологического стресса. Также существуют три потенциальные проблемы, связанные с законностью персонального комплекта геномов. Первый вопрос — это обоснованность исследования. Обработка ошибок образцов увеличивает вероятность ошибок, которые могли бы повлиять на результаты исследований и их интерпретацию. Второе влияет на клинические действия, которые могли бы повлиять на возможность исследования выявить или прогнозировать связанные нарушения. Третья проблема — это клиническое приложение персонального набора геномов и связанных с ними рисков и польза от их внедрения в клиническую практику.
В настоящее время врачи проводят исследования, для которых некоторые из них не обучены корректно расшифровывать результаты. Многие даже не имеют понятия, как SNP реагируют друг с другом. Эти результаты впоследствии могут ввести пациента в заблуждение, что повлечет за собой нагрузку на и без того перегруженную нервную систему. Это может способствовать принятию человеком неграмотного решения, вроде принятия нездорового образа жизни и изменений в планировании семьи. Кроме того, отрицательные результаты, которые могут оказаться неточными, теоретически снижают качество жизни и ухудшают психическое здоровье личности (повышая вероятность депрессии и тревоги).
Также существуют разногласия, связанные с компаниями, исследующими индивидуальные ДНК. Есть вопросы, связанные с «утечкой» информации, правом на конфиденциальность и несением ответственности компанией, в случае, если это не будет выполнено. Установленные правила ещё неясно изложены. До сих пор ещё не было установлено, кто законно владеет геномной информацией: компания или тот, чей геном был прочитан. Были опубликованы образцы используемой геномной информации. Также как и гос. учреждениями, академическим сообществом всё чаще отмечаются дополнительные вопросы о конфиденциальности, связанные, например, с генетической дискриминацией, нарушениями анонимности и психологическими воздействиями.
Наоборот, секвенирование генома будет разрешено для большего количества персональных медицинских процедур с использованием фармакогеномики; использования генетической информации для выбора соответствующих препаратов. Процедуры могут назначаться индивидуально и они могут иметь различные генетические особенности (например персональная химиотерапия).